# Генрих Прусский (1726—1802)
Фридрих Генрих Людвиг Прусский (нем. Friedrich Heinrich Ludwig von Preußen; 18 января 1726 — 3 августа 1802) — принц и военачальник Прусского королевства, младший брат Фридриха Великого, один из выдающихся полководцев XVIII века, кандидат в монархи Соединённых Штатов (1786).

## Биография
Предпоследний из 14 детей (5-й из 6 сыновей) «короля-солдата» Фридриха Вильгельма I и Софии Доротеи Ганноверской. С отрочества приобщался к солдатской науке под руководством наставника — полковника фон Штиле. В 14 лет — уже полковник, участвовал в сражении при Хотузице в Первой Силезской войне, пока, в качестве адъютанта. В мае 1744 года получил, наконец, разрешение командовать своим 35-м пехотным полком, командиром которого до тех пор являлся лишь номинально.
Участник Второй Силезской войны, где смог оправдать ожидания брата, отличившись при Хохенфридберге и арьергардном бою при Траутенау. Едва не попал в плен под Табором. Заболев оспой, вынужден оставить действующую армию до окончания войны. С 1745 года — генерал-майор.
С началом Семилетней войны Генрих возглавил одну из колонн армии вторжения в Саксонию. В феврале 1757 года произведён в генерал-лейтенанты. Отличился в битве под Прагой, возглавив отряд, обошедший австрийские позиции и атаковавший их с тыла. Это обходное движение явилось одним из решающих моментов сражения. По рассказам, во время этого обхода, когда солдаты Генриха остановились перед потоком, преграждавшим им путь, не решаясь войти в воду, Генрих первым, спешившись, вошёл в него, едва, по причине своего малого роста, не уйдя с головой под воду, и выбрался на другой берег, убедив своих солдат личным примером. Участник сражения при Колине, во время отступления из Силезии отличился в арьегардном бою при Ляйтмерице, при Росбахе возглавил правое крыло прусской армии.
В 1758—1759 годах командует отдельной армией в Саксонии, действуя против австрийцев, французов и имперской армии. Искусно маневрируя, вынуждает противника оставить Брауншвейг. В конце 1759 года разбил два австрийских корпуса в Саксонии — при Хойерсверде 25 сентября и при Претче 29 октября. В 1760 году командует прусской армией в Силезии, с 1761 года — опять в Саксонии, где в 1762 году выигрывает последнее сражение Семилетней войны — сражение при Фрайберге.
По окончании войны привлекается Фридрихом к выполнению ряда важных дипломатических миссий, перед первым разделом Польши, в частности, наносит визит в Санкт-Петербург, где под его покои был отведён Воронцовский дворец. Заслуга Генриха в достижении соглашения по поводу первого раздела Польши отмечается Екатериной II в личном письме к принцу.
Принц Генрих вначале произвел на императрицу и её двор самое неблагоприятное впечатление. Он был вовсе не похож на брата своего, короля. Сколько последний отличался любезностию, умением вести неистощимые разговоры обо всем, говорить необыкновенно живо и остроумно, настолько принц Генрих был сериозен, молчалив, тяжел в обществе; насколько Фридрих на письме и в разговоре умел забрасывать, утомлять собеседника, перебегая от предмета к предмету (что так не нравилось Кауницу), нападать врасплох, выведывать, что ему было нужно, тогда как сам был чрезвычайно осторожен, не позволял себе высказываться до последнего предела, таил, прикрывал самые заветные свои желания, заставляя других людей или обстоятельства вести к их осуществлению, настолько у Генриха недоставало этой, так называемой дипломатической, ловкости: он или упорно отмалчивался, или говорил только о том, чего хотел достигнуть, и говорил прямо, без обходов и был для Фридриха драгоценным человеком, когда в конце 1770 года надобно было во что бы то ни стало порешить дело тем или другим из означенных способов. Наружность принца Генриха также не могла уменьшать неблагоприятного впечатления, производимого холодностию его обращения, в ней не было ничего, что бы заставляло предугадывать человека, знаменитого талантами и происхождением. Он был ниже среднего роста, очень сух, что представляло поразительную несоразмерность с необыкновенно густыми и вьющимися волосами, которые были зачесаны в огромный тупей; у него был высокий лоб и большие глаза; взгляд его отличался проницательностию и наблюдательностию; но во всей наружности не было ничего приятного; ходил он переваливаясь. Под первым впечатлением Екатерина писала Алексею Орлову: «Вчерась (2 октября) был впервой во дворце прусский принц Генрих, и он при первом свидании так был нам легок на руке, как свинцовая птица, а что умен, то уж очень умен, и сказывают, что как приглядится, то он будет обходителен и ласков; но первый раз он был так штейф, что он мне наипаче надоел, но притом должно ему ту справедливость отдать, что штейф — одна фигура его, а впрочем, он все то делал, что надлежало, с большой ко всем атенциею, только наружность его такова холодна, что на крещенские морозы похожа». Но придворных заняла преимущественно эта непривлекательная наружность, и особенно доставлял им большое удовольствие тупей принца. Начались шутки, остроты; говорили, что Генрих похож на Самсона, что вся его сила в волосах, что, зная это и помня о судьбе израильского богатыря, принц не подпускает к себе никакой Далилы; говорили, что он похож на комету, являвшуюся в прошлом году и напугавшую северных и восточных государей страхом важных перемен: у неё было небольшое ядро и огромный хвост.
В 1778 году, во время Войны за баварское наследство, вновь во главе армии. Подвергается критике за пассивность со стороны Фридриха.
Постоянно пребывая в тени брата, Генрих в течение всей жизни находился в поисках короны для себя, надеясь, таким образом, получить долгожданную независимость. Однако из всех планов (дважды он пытался стать королём Польши, а, также, королём Валахии (это государство существовало лишь в проекте), британским наместником в Америке и королём в США) ничего не получилось. Не осуществилась и надежда Генриха занять более высокое положение в Пруссии при наследнике Фридриха. Лишь при Фридрихе Вильгельме III, правившим с 1797 года, его влияние при дворе несколько возрастает.

## Отношения с братьями

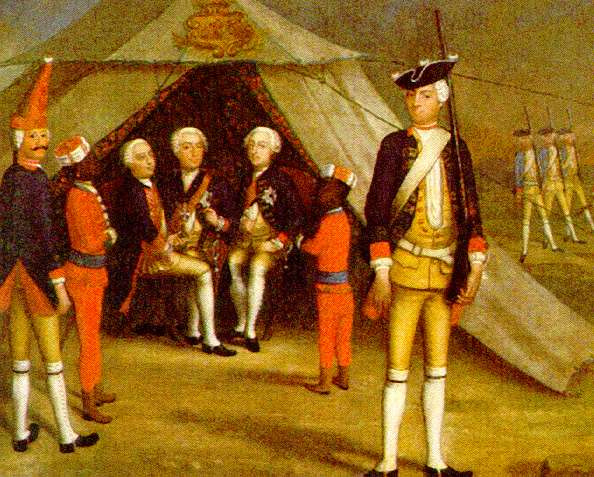
Три принца (Фридрих, Август Вильгельм и Генрих) в полевом лагере

С царственным братом его связывали сложные отношения: они редко встречались в близком кругу, Генрих был больше привязан к другому своему брату, Августу Вильгельму (1722—1758), в ранней смерти которого он винил Фридриха и его фаворита фон Винтерфельда. Во время Семилетней войны и позже вокруг Генриха группировались критики Фридриха (Ретцов, Беренхорст, Калькройт и другие). Он и сам неоднократно выступал с критикой полководческого стиля старшего брата, в том числе, печатной, под псевдонимом Maréchal Gessler. Насколько Фридрих был склонен рисковать, при любой возможности пытался закончить дело решающим сражением, настолько брат его был расчётлив, избегал напрасного кровопролития, был мастером маневрирования, «стратегии измора». Свою первую и единственную битву Генрих дал в самом конце Семилетней войны и выиграл её убедительно и с (относительно) малыми потерями. В 1764 году, по окончании войны, Фридрих всерьёз, однако, и с примесью доли иронии, официально именовал Генриха «никогда не ошибающимся полководцем». В то же время, не стоит преувеличивать противоречий между братьями, в решительные моменты и тот и другой всегда выступали сообща, представляя единый, «семейный» интерес: в 1759 году Генрих много сделал для облегчения положения Фридриха, потерпевшего страшное поражение при Кунерсдорфе, в следующем, 1760 году, Фридрих спешит на помощь угодившему в опасную ситуацию брату, рискуя при этом угодить в ловушку при Лигнице.

## Награды
Королевства Пруссия:
- Орден Чёрного орла (январь 1726)
- Орден Красного орла (1792, как кавалер ордена Чёрного орла)

## Частная жизнь

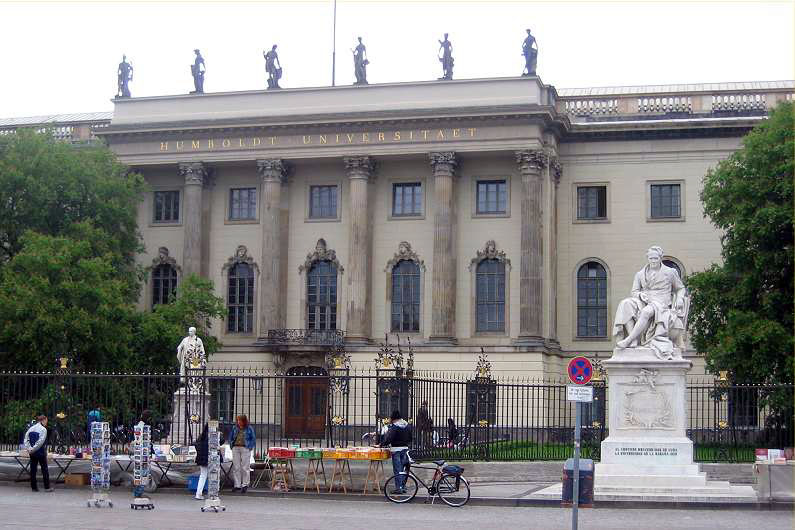
Бывший дворец принца Генриха в Берлине. В настоящее время дворец является основным зданием Берлинского университета.

«Невзрачной внешности, начисто лишён внешнего обаяния. От природы холоден и молчалив, тем не менее, может время от времени произвести приятное впечатление живостью своей речи», — характеризовал Генриха англичанин Н. Рэксол.
В 1752 году принц Генрих женился на принцессе Вильгельмине Гессен-Кассельской, но супружеских отношений не поддерживал. Детей у них не было. В то же время широкую огласку получили интимные связи Генриха с мужчинами — майором Капхенгстом, актёром Бленвилем, французским графом Ларош-Эмоном.
С 1744 года основной резиденцией Генриха служил Рейнсбергский дворец в 100 км от Берлина, подаренный ему братом. Здесь он возвёл храм Дружбы, украшенный французскими надписями во славу своих любимцев. Принц Генрих, предпочитавший изъясняться по-французски и имевший репутацию галломана, после начала Французской революции окружил себя знатными французскими эмигрантами. Рейнсбергский придворный театр регулярно ставил комические оперы на французском; концертмейстерами его двора служили композиторы Саломон и Шульц.
Свой дворец был у Генриха и в столице, на Унтер-ден-Линден; ныне это главное здание Университета имени Гумбольдта. Пережив брата на 16 лет, он умер в Рейнсберге, где и был похоронен в пирамидальной гробнице.